# Linda Duncan
Pour les articles homonymes, voir Duncan.
Linda Duncan, née le 25 juin 1949 à Edmonton en Alberta, est une avocate et une femme politique canadienne.

## Biographie
Elle est députée à la Chambre des communes du Canada, représentant la circonscription albertaine de Edmonton—Strathcona sous la bannière du Nouveau Parti démocratique de 2008 à 2019.
Le 26 mai 2011, elle est nommée porte-parole de l'opposition officielle du Canada pour les affaires autochtones et le développement du Nord.